# Jean-François Espic de Lirou
Jean-François Espic, cavalier de Lirou, né à Béziers le 24 novembre 1740 et mort à Paris le 12 août 1806, est un musicien français.

## Biographie
Né à Béziers le 24 novembre 1740, Jean-François Espic est baptisé en la paroisse Saint-Félix de Béziers le 28 novembre suivant. Il est le fils de Pierre Espic de Ginestel, lieutenant principal au présidial de Béziers puis président à la Cour des comptes, aides et finances de Montpellier, et de Marie de Fizes.
Il rejoint les mousquetaires du roi, pour lesquels il compose une marche largement acceptée, et a écrit plusieurs livrets d'opéra, entre autres celui de Diane et Endymion, sur une musique de Piccinni.
Son œuvre la plus importante est celle intitulée Explication du système de l'harmonie, pour abréger l'étude de la composition et accorder la pratique avec la théorie (Paris, 1785).
Il est le premier auteur à rompre complètement avec l'harmonie du système de basse fondamental de Rameau et trouver les lois de succession des accords dans les relations de tonalité.
Ancien officier de cavalerie, il était chevalier de l'Ordre Royal et militaire de Saint-Louis.

## Publications
- Explication du système de l'harmonie : pour abréger l'étude de la composition et accorder la pratique avec la théorie, Paris, Merigot, 1785, 239 p. (lire en ligne).